# The Letter Black
The Letter Black, anteriormente conhecido como Breaking the Silence, é uma banda estadunidense de rock cristão formada em 2006 em Uniontown (Pensilvânia). A banda é composta por Sarah Anthony (vocal), seu marido, Mark Anthony (vocal e guitarra), Matt Beal (baixo) e Justin Brown (bateria). A banda é fortemente influenciada por Sevendust, Metallica, Pantera, Megadeth e Alanis Morissette.

## História
The Letter Black começou como uma equipe de louvor em sua igreja local com Sarah e seu marido Mark como um dupla de voz sob o nome "Breaking the Silence". Mais tarde, quando eles assinaram com a Tooth & Nail Records, eles mudaram o nome da banda para "The Letter Black".
A banda faz cerca de 150 shows por ano e já dividiu o palco com bandas como Skillet, Decyfer Down, Red, e Hawk Nelson. Eles fizeram a abertura dos shows em 2010 na Awake and Alive Tour. Eles também abriram o show para a banda Thousand Foot Krutch na Welcome to the Masquerade Tour.
O álbum Hanging On by a Thread foi lançado no dia 4 de maio de 2010 pela Tooth & Nail Records, colocando a banda na 9ª colocação na seção de rock do iTunes no mesmo dia.

## Integrantes

### Formação atual
- Sarah Anthony – vocal
- Mark Anthony – vocal e guitarra
- Matt Beal – baixo
- Justin Brown – bateria

### Ex-membros
- Adam DeFrank – bateria
- Mat Slagle – bateria

## Discografia
Álbuns de estúdio
- 2007: Stand
- 2010: Hanging On by a Thread
- 2012: Hanging On By a Remix
- 2013: Rebuild
- 2017: Pain

EPs
- 2009: Breaking the Silence EP
- 2011: Hanging On by a Thread Sessions Vol. 1
- 2011: Hanging On by a Thread Sessions Vol. 2

Singles
- 2009: "Best of Me"
- 2010: "Hanging On by a Thread"
- 2010: "Believe"
- 2011: "Fire with Fire"
- 2012: "Sick Charade"
- 2013: "The Only One"